# ليوناردو غونزاليس
ليوناردو غونزاليس (بالإسبانية: Leonardo González)‏ (مواليد 21 نوفمبر 1980) هو لاعب كرة قدم. يلعب مع منتخب كوستاريكا لكرة القدم. سبق له أن لعب في كأس العالم لكرة القدم مع منتخب بلاده.

## روابط خارجية
- ليوناردو غونزاليس على موقع الاتحاد الدولي (مؤرشف)  (الإنجليزية)
- ليوناردو غونزاليس على موقع الدوري الأمريكي (الإنجليزية)
- ليوناردو غونزاليس على موقع قاعدة بيانات كرة القدم.إي يو (الإنجليزية)
- ليوناردو غونزاليس على موقع ناشيونال فوتبول تيمز (الإنجليزية)
- ليوناردو غونزاليس على موقع Soccerway.com (الإنجليزية)
- ليوناردو غونزاليس على موقع عالم كرة القدم.نت (الإنجليزية)
- ليوناردو غونزاليس على موقع AS.com (الإسبانية)